# Hiroki Ito (1978)
Hiroki Ito (Ehime, 27 juli 1978) is een Japans voetballer.

## Carrière
Hiroki Ito tekende in 2001 bij Kawasaki Frontale.